# Диверсия во Фландрию (1793)
Диверсия во Фландрию — кратковременная наступательная операция частей французской армии на позиции союзников, предпринятая в последней декаде октября 1793 года во время войны первой коалиции эпохи французских революционных войн. В результате из-за плохо согласованных действий французские войска были вынуждены вернуться на исходные позиции.

## Перед операцией
После победы у Ваттиньи французы не воспользовались всем преимуществом, которое они только что получили, не осмелились преследовать австрийцев и расположились на правом берегу реки Самбра, прикрывшись цепью постов.
Союзники на левом берегу образовали линию расквартирований, и обе армии, занятые наблюдением одна другой, взаимно перешли к обороне. Голландцы занимали укрепленный лагерь в Беттиньи, части генерала Латура были расположены в качестве левого фланга этого лагеря, части графа Коллоредо — справа, и отряды генерала Клерфайта впереди, по направлению к Самбре.
Генерал Журдан, командовавший Северной армией, не считал себя довольно сильным, чтобы воспользоваться преимуществом победы и пересечь Самбру, так как вся союзная армия защитила бы проход, под давлением комиссаров Конвента вынужден был согласиться на проведение частной наступательной операции на западе Фландрии с целью потревожить там часть союзнических сил. Поэтому он отдал приказ генералу Жану Батисту Давену, командующему дивизиями в Лилле, Дюнкерке, Касселе и Арлё, провести диверсию во Фландрию. Эта операция тем более казалась легкой, так как герцог Йоркский, опасаясь быть отрезанным, приблизился к Кобургу и таким образом ослабил крайне правый фланг союзнической линии.
Лагерь в Сизуэне занимали только 9000 австрийцев под командой Вернека, и ганноверская дивизия Вальмодена была разбросана в крепостях Орши, Менене, Маршьене и во множестве окрестных деревень.
Различные отряды, составлявшие центр Северной армии, сконцентрировались к Филиппвилю и оттуда быстро двинулись в наступление. Но вместо того, чтобы сконцентрированными силами внезапно атаковать на один из лагерей и его захватить, французы разделили свои силы на такое количество колонн, на сколько пунктов они направлялись.
Давен потерял время, бесполезно переписываясь с Журданом, затем между различными генералами возникли разногласия, поэтому они хотя и одновременно двинулись в разных направлениях, но действовали не согласованно: Гужло, Гош и Вандам двинулись к морю, Бертен и Моро — на Ипр, Суам — на Менен и на Ланнуа, Рансонне на Маршьен и Орши.

## Боевые действия
21 октября Суам с бригадами Данделса, Макдональда и Дюмонсо атаковал линию вражеских постов от Арлё до Байёля. Макдональд в Вервике разбил отряд эмигрантов. 23 октября правое крыло дивизии Суама предстало перед стенами Менена. Ганноверцы укрепились в деревнях Виллем и Саилли, что усиливало защиту города. Суам приказал вначале атаковать обе деревни: бой начался огнем артиллерии, и большая часть пушек ганноверцев была выведена из строя. Потом французы устремились на противника в штыки, который, численно превосходивший их, оказал яростное сопротивление. Солдаты Суама преодолели ретраншементы, набросились на врага и обратили его в бегство. Пятьсот ганноверцев сложили оружие. В Менее, куда только что отошли побежденные, началась паника. Суам располагается на ночь биваком под стенами испуганного города, а на следующий день начинает обстрел стен из орудий. Ганноверцы, напуганные неудачей предыдущего дня, не вступили в бой и поторопились эвакуировать город, куда немедленно вошли французы, захватившие огромные склады продовольствия, боеприпасов и лагерного имущества.
23 октября Вернек оставил свой лагерь в Сизуэне, чтобы отойти в направлении Турне к подходящим подкреплениям, перебрасываемым герцогом Йоркским к границе. Англичане отошли на Куртрэ.
Дивизия Рансонне, атаковавшая из Арлё аванпосты Отто у Абскона и потерпевшая неудачу, 25 октября подошла к Маршьену, который защищал сильный австрийский гарнизон. При приближении французов, со стен по ним был открыт огонь. Несмотря на обстрел, французы приблизились и после короткого боя ворвались в город. Гарнизон поспешно покинул Маршьен, в котором французам также достались многочисленные и богатые магазины со снабжением для союзных войск.
Войска генерала Прото и гарнизон Дуэ ограничились стычками у крепости Орши. 
Отряды из лагеря у Касселя подступили к Ипру и 23 октября окружили его. Гарнизон Ипра отбил штурм, предпринятый французами на следующий день.
В тот же день дивизия Вандама из Дюнкерка подошла к Фюрну и при поддержке бригады Гужло захватила его после храброго сопротивления слабого гарнизона гессенцев, отступивших в Турнгоут.
Гош и Гужло были остановлены перед Ньюпортом, прикрытым затоплением местности. Тем и ограничилось результаты этой плохо согласованной диверсии.
Союзники, получившие известие об угрожавшей им опасности, поспешили противодействовать ей. Герцог Йоркский 23 октября быстро направился в окрестности Валансьена, а затем в Молд. Его армейский корпус, усиленный австрийской дивизией, был многочисленнее, чем части генерала Суама, и его прибытие в один момент изменило ситуацию. 25 октября прибыв к Турне, Йорк в тот же день отбил Туркуэн и Ланнуа и отбросил французов до их лагеря в Лилле. Суам, при приближении англичан, решил отойти и поторопился занять прежние позиции. Йорк, несмотря на свое большое превосходство в силах, не стал его преследовать.
В то же самое время французы были отброшены Вальмоденом от Куртрэ, устремившимся на Менен, так что французы едва имели время эвакуировать оттуда часть богатых магазинов.
Ганноверцы возвратили лагерь в Ла Мадлене. Сизуэн был снова занят австрийцами. Отто и Край прогнали Прото от Орши.
Французские подразделения, блокировавшие Ипр, 29 октября отошли назад в Кассель. Вандам, обстреливавший Ньюпорт с западной стороны, в ночь на 30 октября начал свое отступление через Фюрн на Дюнкерк, бросив шесть орудий. Гош и Гужло, остановленные перед Ньюпортом затоплением и обстрелом с английских фрегатов, также возвратились в Дюнкерк.
Четыре тысячи человек дивизии Рансонне, которые занимали Маршьен и были изолированы от основной линии французских войск, покинули город, но во время своего отступлении на Варлэн и на Вандиньи-Амаж оказались неожиданно отрезанными посланной для этой цели австрийской дивизией, руководимой генералами Kраем и Отто. Отброшенные в Маршьен, французы решают там защищаться. Австрийцы атаковали и ворвались в город, на улицах которого разгорелись яростные бои, особенно в аббатстве. Наконец, после схватки, которая длилась четыре часа и которая была скорее истреблением, чем боем, французы, потерявшие половину бойцов и почти все раненые, были вынуждены сдаться. Две тысячи остались мертвыми на поле боя, две тысячи других были взяты в плен.

## Результаты
Резней в Маршьене закончились боевые действия на всей линии фронта. После того, как союзные генералы увидели, что их оборонительная линия от Фюрна до Тюэна восстановлена, они стали располагать свои войска на зимние квартиры.
В свою очередь, Журдан, не получавший от правительства помощи людьми, обмундированием, продовольствием, решил прекратить свои операции и дать, наконец, войскам отдых, в котором они так нуждались. Но Комитет общественного спасения, которому не терпелось видеть, как противник оставляет территорию Франции, вместо того, чтобы обеспечивать войскам отдых, требовал от Журдана продолжения наступления. Правительство приказало генералу осуществить вторжение в Бельгию и отдало ему приказ, в случае, если оно не имело бы успеха, уходя из этой провинции, все обратить в огонь и кровь. Журдан отклонил этот экстравагантный проект и подал в отставку. Он отправился по этому поводу в Париж, где скоро был вознагражден за победу при Ваттиньи смещением с поста главнокомандующего.